# Liste des commanderies templières en Wallonie
| Cette liste recense les commanderies et maisons de l'Ordre du Temple qui ont existé en Wallonie. |

Carte des régions de Belgique
Région Bruxelles-Capitale
Région flamande
Région wallonne

## Faits marquants et Histoire
Au XIIe et XIIIe siècles, la région wallonne faisait partie du Saint-Empire romain germanique et cette région comprenait les duchés de Brabant et de Limbourg ainsi que la principauté épiscopale de Liège et une partie du comté de Luxembourg au Sud-Est. Sa partie Nord-Ouest qui correspondait au comté de Hainaut fut rattachée pendant près de 90 ans au comté de Flandre (1191-1280) et était alors vassale du royaume de France. Initialement ces commanderies faisaient toutes partie de la province templière de France qui s'étendait jusqu'aux Pays-Bas mais à partir du milieu du XIIIe siècle, il paraît nécessaire de faire la distinction entre les commanderies comme Saint-Léger qui dépendaient de la province de France et celles qui se sont rattachées à la province d'Allemagne nouvellement créée. 
La commanderie de Villers-le-Temple était la maison chef-lieu des templiers dans l'Hesbaye qui dépendait du maître de la province d'Allemagne.

## Commanderies et maisons du Temple

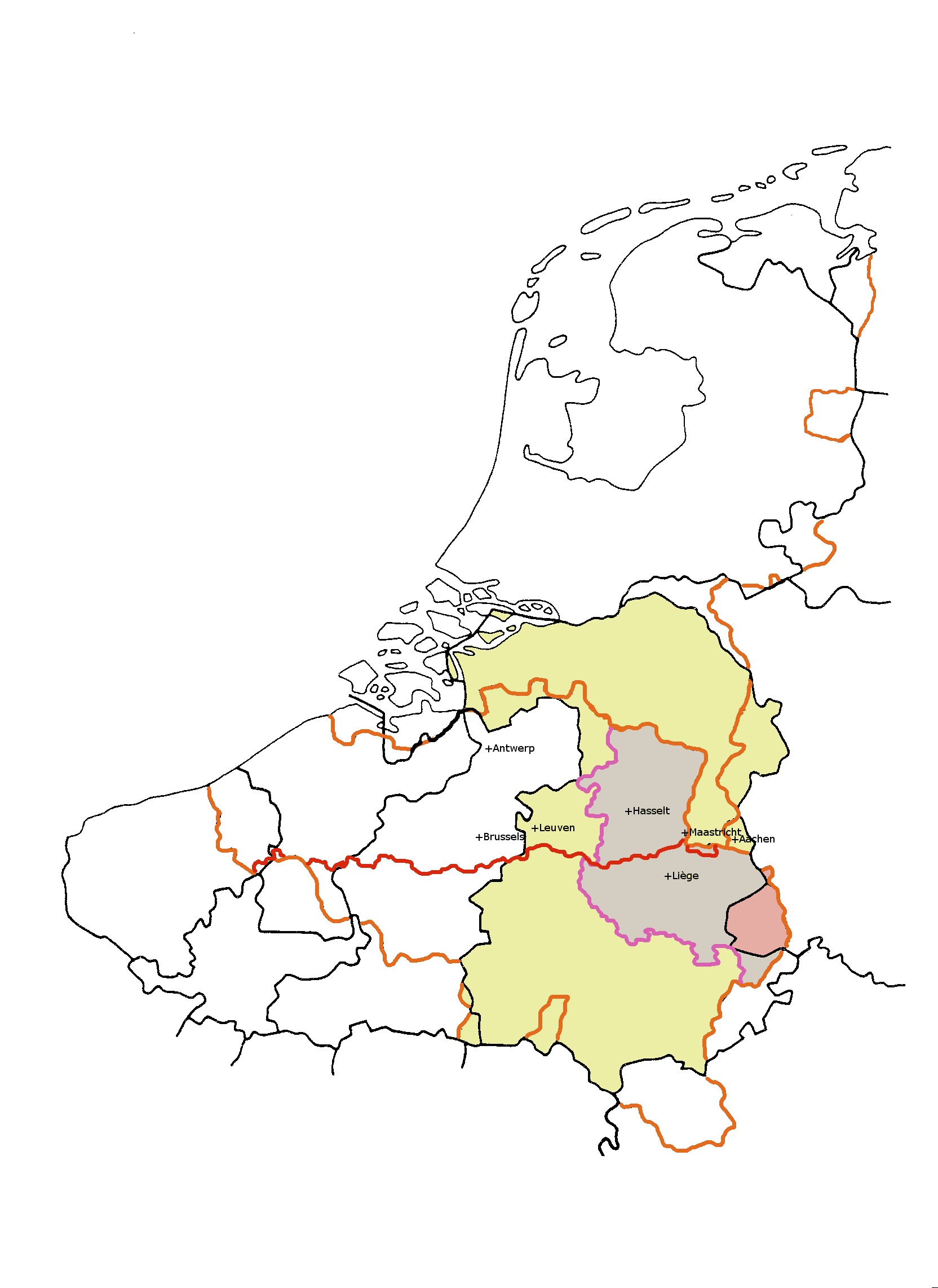
Étendue du diocèse de Liège.

Le principal document permettant de connaître les possessions de l'ordre dans cette région est l'inventaire réalisé en 1313 dans le diocèse de Liège, publié par Chestret de Haneffe qui dresse un état des possessions foncières de l'ordre mais il ne permet pas de distinguer les commanderies des possessions attenantes et cela ne couvre qu'une partie de l'actuelle Wallonie car au nord-ouest, on se trouvait dans l'ancien diocèse de Cambrai (Fliemet, Piéton, St-Léger etc.). La pointe sud de la Wallonie (au sud d'Hargimont) où il n'y a pas de possessions templières formellement attestées faisait quant à elle partie du comté de Luxembourg et du diocèse de Trèves.
L'enquête de 1373 sur les biens hospitaliers permet de corroborer ces informations car ces documents précisent quand ce sont des possessions "Jadis du Temple" et s'il y avait une chapelle, preuve que le lieu a abrité une communauté de frères à un moment donné.
| Commanderie / Maisons   | Ville actuelle (ou à proximité)        | Observations |
| ----------------------- | -------------------------------------- | --- |
| Acoz                    | Acoz                                   | Maison, probablement dépendante de Bitronsart « le maison d'Achoche » |
| Bitronsart              | Gerpinnes                              | Ferme de Bertransart, hameau « Les Flaches » 50° 19′ 44″ N, 4° 29′ 00″ E 1241: « Fratres de Biterunsart domus militum Templi »                                                                                          |
| Corswarem               | Corswarem                              | [ N 2 ] |
| Fleurus                 | Fleurus                                | « le maison de Flerus » Ferme uniquement qui dépendait de Bitronsart |
| Fliémet                 | Genly / Frameries                      | , |
| Haneffe                 | Haneffe, lieu-dit « Le Vieux-Haneffe » | Commanderie à partir de 1271 |
| Hargimont               | Marche-en-Famenne                      | [ 1 ] |
| La Bruyère              | La Bruyère                             | « le maison de le Bruieire ; La maison de Bruiere », |
| Leuze                   | Somme-Leuze                            | « Domus de Leuze ; le maison de Leuse » 50° 19′ 50″ N, 5° 20′ 08″ E |
| Montjoie                | Warnant-Dreye                          | « Manoir de la Motte ; le maison de Warnans », actuellement ferme des « Burettes » 50° 35′ 51″ N, 5° 13′ 57″ E |
| Neuve-Court             | Wavre                                  | Commanderie ? La ferme des Templiers 50° 44′ 39″ N, 4° 34′ 29″ E « Le maison de le Neuvecourt ; Maison de Neufvecourt de lez Wavre »                                                                                    |
| Piéton (Piéton-Vernoit) | Chapelle-lez-Herlaimont                | Maison, dépendante de Fliémet (détruite), |
| Rumes                   | Rumes                                  | Maison, dépendante de Saint-Léger |
| Saint-Léger             | Estaimpuis                             | , |
| Strée                   | Strée                                  | Maison, dépendante de Villers-le-Temple « Domus de Estreez ; Le dicte maisons d'Estrées ; La maison d'Estrees » Seigneurie et ferme avec un important domaine foncier, un moulin et une brasserie mais pas de chapelle. |
| Templeuve               | Templeuve                              | Maison, dépendante de Saint-Léger |
| Tournai                 | Tournai                                | Maison ou simple grange ?, dépendante de Saint-Léger |
| Vaillampont             | Nivelles                               | Avec la ferme de Vieux-Court à proximité et celle de Géraucourt « Domus Templi de Valionpont, de Valiompont » |
| Villers-le-Temple       | Nandrin                                | , |
| Visé                    | Visé                                   | , « le maison de Vasez » |

| Localisation en Wallonie (Liens vers les articles correspondants) |
| --- |
| \| Acoz Bitronsart Corswarem Fleurus Fliémet Florennes Géraucourt Haneffe Hargimont La Bruyère Leuze Montjoie Neuve-Court Piéton · Rumes St-Léger Strée · Templeuve Vaillampont Villers-le-Temple Visé Anzegem Audenaarde Flandre Champagne Luxembourg Nord-Pas-de-Calais Lorraine Rhénanie- Palatinat \| |
| Acoz Bitronsart Corswarem Fleurus Fliémet Florennes Géraucourt Haneffe Hargimont La Bruyère Leuze Montjoie Neuve-Court Piéton · Rumes St-Léger Strée · Templeuve Vaillampont Villers-le-Temple Visé Anzegem Audenaarde Flandre Champagne Luxembourg Nord-Pas-de-Calais Lorraine Rhénanie- Palatinat       |

### Possessions douteuses ou à vérifier
- Basse-Bodeux, un « couvent »[30].
- Le château de Chession, ancienne commune de Mabompré (section de Houffalize). Ruines d'une ancienne commanderie où auraient été emprisonnés des templiers de Bastogne, Longvilly et Houffalize pendant le procès. Donation de Renaud de Houffalize qui aurait rejoint l'ordre[31]. Pas de sources primaires permettant d'attester la présence de l'ordre du Temple dans ces lieux excepté certaines en lien avec Bastogne[N 5]. Simple légende pour certains[33].
- Faimes (près de Corswarem) ou Falaën[N 6]: Dans une charte du 5 septembre 1289[N 7], on trouve Henri de Lille, commandeur de la baillie du Brabant ainsi que Jean Leminghe, commandeur de Louvain et Godefroid de Huy, commandeur de Fain[34]. Ni l'inventaire de mai 1313 ni celui de 1373 à la demande du pape Grégoire XI ne mentionnent une commanderie templière de ce nom. Henri van der Linden pensait que Fain faisait référence à Montaigle (Falaën)[35]
- Le fief de Cheneu (Chenehem, Moustaviet, Mousty a Viez) dépendant de la commanderie d'Hargimont sur la route menant à Nassogne (donation de 1248 par Ponsard de Soyen)[36], 50° 10′ 19″ N, 5° 18′ 47″ E

## Sources